# La madama
Pour plus de détails, voir Fiche technique et Distribution.
La madama, en forme longue La madama, l'agente Minchiello e il caso Patacchioni est une comédie policière italienne réalisée par Duccio Tessari et sortie en 1976. Il s'agit d'une adaptation du roman homonyme de Massimo Felisatti et Fabio Pittorru (it) paru en 1974. Le titre La madama est un surnom donné à la squadra mobile.

## Fiche technique
Sauf indication contraire, les informations mentionnées dans cette section peuvent être confirmées par la base de données cinématographiques IMDb,  présente dans la section « Liens externes ».
- Titre original : La madama[2]
- Réalisation : Duccio Tessari
- Scénario : Franco Verucci, Duccio Tessari, d'après le roman homonyme de Massimo Felisatti et Fabio Pittorru (it)
- Dialogues : Maurizio Costanzo
- Photographie : Giulio Albonico
- Montage : Mario Morra
- Musique : Manuel De Sica
- Décors : Giuseppe Bassan
- Costumes : Adele D'Ercole
- Trucages : Raul Ranieri
- Sociétés de production : Filmes Cinematografica
- Pays de production :  Italie
- Langue de tournage : italien
- Format : Couleur (Telecolor) - 2,35:1 - Son mono - 35 mm
- Durée : 95 minutes (1 h 35)
- Genre : Comédie policière
- Dates de sortie :
  - Italie : 16 janvier 1976

## Distribution
- Christian De Sica : Vito Militiello
- Ines Pellegrini : Irma
- Oreste Lionello : Commissaire Solmi
- Ettore Manni : Sante Tonnaro
- Gigi Ballista : Le Vénitien
- Aldo Massasso : Le capitaine des Carabinieri
- Francesco D'Adda : Le policier chez Militiello
- Francesco De Rosa (it) : Brigadier Squillace
- Tom Skerritt : Jack
- Carole André : La madama
- Vincenzo Crocitti : Le mécanicien
- Franco Diogene : La marchand de légumes
- Maria Grazia Spina